# Roman Sörgel

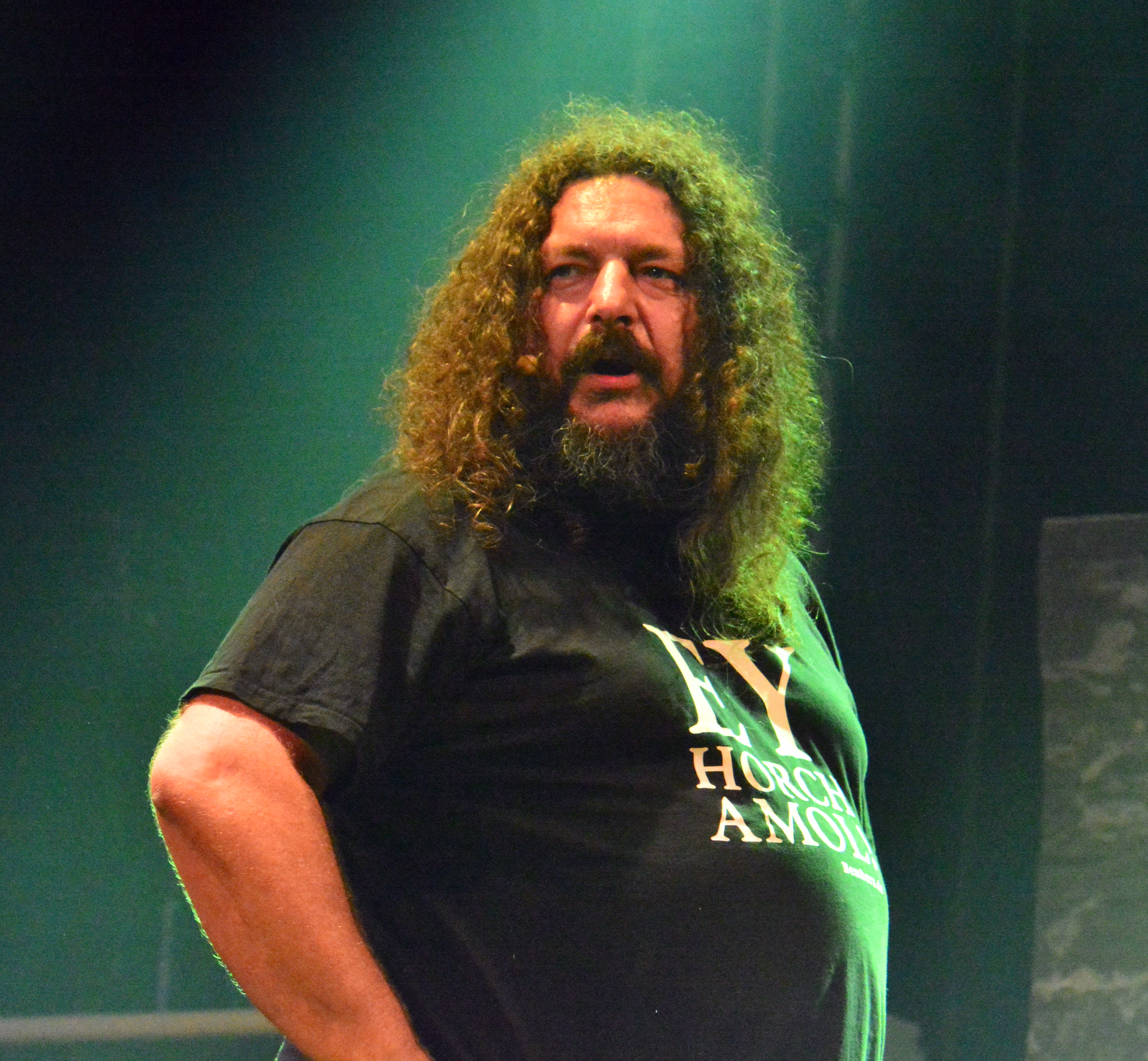
Roman Sörgel beim Wacken Open Air als Bembers (2014)

Roman Sörgel (* 14. Oktober 1966 in Nürnberg; † 8. Januar 2023 ebenda), auch bekannt als Bembers, war ein deutscher Musiker, Sänger, Schauspieler und Comedian.

## Leben
Sörgel spielte seit seiner Jugend Gitarre und studierte später Grafikdesign, trat aber auch immer wieder als Schauspieler in Erscheinung. 1998 wurde er Mitgründer und Sänger der Nürnberger Mundart-Comedy-Band Wassd scho? Bassd scho!, mit der er mehrere Alben aufnahm und überwiegend regional auftrat. Sörgel lebte mit seiner Freundin in der Nürnberger Südstadt, wo er auch aufgewachsen war.
Als Comedian war er zunächst auf YouTube aktiv und erreichte hier unter dem Pseudonym Bembers (fränkisch für Pampers) im Frühjahr 2011 einige Bekanntheit, als die Abrufzahlen seiner Videos in kurzer Zeit in die Millionen gingen. Sein künstlerischer Stil war geprägt von seinem breiten fränkischen Dialekt und teils derbem Humor. Durch seine rasant gestiegene Bekanntheit wurde er in der Folgezeit als Solokünstler zu Auftritten auf Kleinkunstbühnen, bei denen er pro Auftritt oft eine Kiste Bier leerte, und in Hallen sowie zu Großveranstaltungen wie die Full-Metal-Cruise-Kreuzfahrt, dem Summer-Breeze-, Open-Flair- oder zum Wacken-Open-Air-Festival eingeladen. Von 2012 bis 2017 wurde Sörgel regelmäßig der Sendung Kabarett aus Franken im BR Fernsehen als Gast zugeschaltet. Zusätzlich zu den Solo-Programmen trat Sörgel auch mit seiner Band Bembers and the Masserfaggers auf.
Im BR Fernsehen bekam er im August 2016 seine eigene TV-Show Bembers Rock-and-Roll-Garage. Neben seinem Mitwirken im Film Macho Man 2 war er 2018 im Franken-Tatort in der Episode Ich töte niemand zu sehen.
Im September 2022 zog sich Sörgel kurz vor der Premiere seines neuen Programms Voll unterwegs aus der Öffentlichkeit zurück und begründete dies auf seiner Website mit einem „Nervenzusammenbruch“.
Anfang Januar 2023 kollabierte Roman Sörgel und starb trotz Einleitung von Wiederbelebungsmaßnahmen im Alter von 56 Jahren.

## Diskografie (Auswahl)
- 2003: Wassd Scho? Bassd Scho! – Nämberch Schnalld Eich Ohh!
- 2015: Bembers And The Masserfaggers – Love Him – Hate Him – Nothing Between[12]

## Filmografie (Auswahl)
- 2012–2017: Kabarett aus Franken (17 Folgen)
- 2017: Macho Man 2
- 2018: Tatort: Ich töte niemand
- 2024: Macho Man 3